# Sojus 22

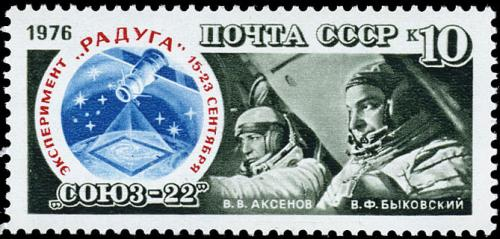
Sojus 22 – Motiv einer sowjetischen Briefmarke

Sojus 22 ist die Missionsbezeichnung für den am 15. September 1976 gestarteten Flug eines sowjetischen Sojus-Raumschiffs. Es war der 39. Flug im sowjetischen Sojusprogramm. Nach dem Apollo-Sojus-Test-Projekt hatte die Sowjetunion das unbenutzte Raumschiff-Backup Sojus 22 übrig. Da es sich erheblich von der Standard-Version zur Versorgung der Saljut-Raumstationen unterschied, wurde statt einer Umstellung des Raumfahrzeuges eine spezielle Mission gewählt.

## Besatzung

### Hauptmannschaft
- Waleri Fjodorowitsch Bykowski (2. Raumflug), Kommandant
- Wladimir Wiktorowitsch Aksjonow (1. Raumflug), Bordingenieur

Für diese Mission wurden Kosmonauten ausgewählt, die nicht speziell für den Aufenthalt an Bord einer Raumstation ausgebildet waren. Bykowski war ein Mitglied der ersten Kosmonautengruppe der Sowjetunion und war 14 Jahre zuvor bereits mit Wostok 5 im All. Aksjonow war erst 1973 zum Kosmonautenkorps gestoßen und hatte zuvor in keiner Ersatz- oder Unterstützungsmannschaft gedient.

### Ersatzmannschaft
- Juri Wassiljewitsch Malyschew, Kommandant
- Gennadi Michailowitsch Strekalow, Bordingenieur

Die Unterstützungsmannschaft bestand aus Leonid Iwanowitsch Popow und Boris Dmitrijewitsch Andrejew.

## Missionsüberblick
Der gewählte Orbit (Bahnneigung 64,75°) war ungewöhnlich für ein Sojus-Raumschiff. Solch eine Umlaufbahn wurde seit den Woschod-Flügen nicht mehr benutzt. Der Grund dafür war, eine maximale Abdeckung des DDR-Territoriums zu erreichen. An der Stelle, wo sich normalerweise bei Sojus-Raumschiffen der Kopplungsstutzen befand, war Sojus 22 mit der 175 kg schweren Multispektralkamera MKF 6 ausgestattet. Diese stammte vom VEB Carl Zeiss Jena. Damit wurden etwa 2500 Aufnahmen im sichtbaren und infraroten Spektralbereich von großen Teilen der UdSSR sowie des gesamten DDR-Territoriums gemacht.
Es wurden zwei Anpassungen der Umlaufbahn durchgeführt, beide innerhalb von 24 Stunden nach dem Start. Nach der ersten Bahnkorrektur während des vierten Umlaufs betrug die Bahnhöhe zwischen 280 km und 250 km. Die zweite Zündung des Triebwerks während der sechzehnten Umkreisung führte zu einer fast kreisförmigen Bahn zwischen 257 km und 251 km Höhe.
Die offiziellen Aufgabe war die Überprüfung und Verbesserung der Methoden zur Erduntersuchung im Interesse der Volkswirtschaften der UdSSR und der DDR. Die eingesetzte Kamera hatte sechs Objektive – vier für sichtbares und zwei für infrarotes Licht. Es wurde jeweils ein 165 km breiter Streifen der Erdoberfläche untersucht. Das bedeutet, dass innerhalb von zehn Minuten eine Fläche von einer halben Million Quadratkilometern aufgenommen werden konnte. Die MKF 6 ermöglichte eine Kombination von Photogrammetrie und Spektrometrie. Die Objektivbrennweite betrug 125 mm, die beobachteten Spektralbereiche 460–500 nm, 520–560 nm, 580–620 nm, 640–680 nm, 700–740 nm, 780–860 nm, die auf Filmen mit einem Format 56 mm × 81 mm aufgezeichnet wurden.
Als Randnotiz sei angemerkt, dass zur selben Zeit das NATO-Manöver „Exercise Teamwork“ in Norwegen stattfand. Durch die von der Umlaufbahn der Almaz-Stationen abweichende Bahnlage wurden große Teile von Norwegen überflogen, so dass möglicherweise Aufnahmen des Manövergebiets (geschätzte Auflösung 10–20 Meter) gemacht wurden. Aussagen dazu liegen nicht vor.
Die ersten Testfotos wurden von der Baikal-Amur-Magistrale gemacht, die gerade gebaut wurde. Am dritten Tag fotografierten die Kosmonauten ein Gebiet von Sibirien bis zum Ochotskischen Meer und die nördliche UdSSR.
Die Besatzung untersuchte am vierten Tag die Erdatmosphäre und machte dazu Aufnahmen von Mondauf- und -untergängen, während sie die Erde umkreisten. Das erlaubte ihnen auch zu sehen, wie sauber die Fenster des Raumschiffes waren. Weitere Fotos folgten von Zentralasien, Kasachstan und Sibirien mit einem Augenmerk auf geologische und glaziologische Formationen sowie Landwirtschaft.
Am fünften Tag standen Aserbaidschan, der südliche Ural, erneut die BAM und Westsibirien im Mittelpunkt. Zur selben Zeit flog ein Flugzeug mit einer zweiten Kamera über die Gebiete. Später verglich man die gemachten Aufnahmen miteinander.
Die sowjetische Nachrichtenagentur TASS berichtete über den sechsten Tag der Mission, dass Aufnahmen von Gebieten gemacht wurden, die noch nie das Objekt von Weltraumfotografie gewesen waren, wie Teile von Sibirien, der nördlichen und der europäischen UdSSR.
Während des letzten Tages der Mission konzentrierte man sich auf die DDR. Ein Luftbildflugzeug vom Typ Antonow An-30 überflog das Gebiet mit einer baugleichen Kamera, wie Sojus 22 sie hatte. Weiterhin wurden Zentralasien, Kasachstan, Ostsibirien und südwestliche Teile der Sowjetunion noch einmal fotografiert, um sie mit früher gemachten Aufnahmen vergleichen zu können.
Die Besatzung musste am Ende die Kamera auseinandernehmen, um an die Filter (blau, grün, orange, rot, violett und schwarz) zu gelangen. Die Filter wurden gebraucht, um die Aufnahmen später kalibrieren zu können. Der Ausbau nahm mehrere Stunden in Anspruch.
Neben den Erdaufnahmen führte die Besatzung während der einwöchigen Mission eine Reihe von biologischen Experimenten durch. So war eine kleine Zentrifuge an Bord, mit der untersucht wurde, wie Pflanzen in künstlich erzeugter Schwere wachsen. Sie untersuchten auch den Effekt von kosmischen Strahlen, die das Auge passieren. Dieser Effekt wurde zuerst von Apollo-Astronauten während ihrer Ruhephasen wahrgenommen. Sie sahen helle Blitze, als sie ihre Augen schlossen. Dies wurde durch die tatsächlich durchs Auge tretenden kosmischen Strahlen verursacht. Sojus 22 hatte außerdem ein kleines Aquarium an Bord, so dass die Crew das Wachstum der Fische verfolgen konnte.
Nach einer höchst erfolgreichen Mission nahmen die Kosmonauten die Filme aus der Kamera und verstauten sie mit anderen Dingen, die zur Erde zurückkehren sollten, im Rückkehrmodul. Der Eintritt in die Erdatmosphäre und die Landung erfolgten problemlos.
Die Besatzung hatte insgesamt 30 Gebiete fotografiert und dabei in jedem Spektralkanal 2.400 Aufnahmen gemacht. Keine der Kassetten war fehlerhaft, und alle Aufnahmen waren von guter Qualität. Es wurde gesagt, dass von den Ergebnissen die Landwirtschaft, Kartografie, Mineralogie und Hydrologie profitieren würde.

## Sonstiges
Im Oktober 1976 besuchten Bykowski und Aksjonow die DDR. Sie besichtigten dabei u. a. den Herstellerbetrieb der MKF 6 Carl Zeiss Jena, das Werkzeugmaschinenkombinat Fritz Heckert im damaligen Karl-Marx-Stadt und das Sachsenring-Automobilwerk in Zwickau. Beide wurden mit dem Karl-Marx-Orden ausgezeichnet.